# Fat Music Vol. VI: Uncontrollable Fatulence
Fat Music Volume 6: Uncontrollable Fatulence è la sesta raccolta pubblicata dall'etichetta Fat Wreck Chords nel 2002. Il titolo è un riferimento alla condizione medica della flatulenza incontrollabile. È al momento la pubblicazione più recente della serie, al momento non è dato sapere se ne seguiranno altre.

## Tracce
1. presenting: the dancing machine (il robot con la testa di scimmia) - The Lawrence Arms
2. Back to the Motor League - Propagandhi
3. Leavin' - Mad Caddies
4. file under 'ADULT URBAN CONTEMPORARY' - Dillinger Four
5. Never Stops - Lagwagon
6. Your Worst Mistake - Strung Out
7. Generation Lost - Rise Against
8. Friends of the Enemy - No Use for a Name
9. Blue Times Two - Avail
10. Sign in a Window - $winging Utter$
11. Faction - Less Than Jake
12. Cocksucker - Frenzal Rhomb
13. Federation - Anti-Flag
14. Mattersville - NOFX
15. Built to Last - Sick of It All
16. I Hate You - Wizo
17. Yesterday's Headlines - Good Riddance
18. Nothing Compares 2 U (cover di Sinéad O'Connor cover) - Me First and the Gimme Gimmes